# Bilbao Athletic
Bilbao Athletic is een Spaanse voetbalclub uit de regio Baskenland, uitkomend in de Segunda División B. De club is het tweede team van Athletic Bilbao en komt na promotie sinds 2024/25 uit in de Primera Federación.

## Geschiedenis
De geschiedenis van Bilbao Athletic gaat terug tot 1938, als het team wordt opgericht in de Spaanse burgeroorlog om lokaal voetbalwedstrijden te spelen. Er was destijds geen nationale competitie. De club verdwijnt later weer.
In 1964 wordt Bilbao Athletic weer opgericht en in 1966 speelt de club in de Tercera División. Vervolgens verdwijnt de club nooit meer uit de professionele voetbaldivisies. Het speelt gedurende langere achtereenvolgende jaren in de Tercera División (10 jaar, voor het laatst in seizoen 1976/77), Segunda División B (29 seizoenen) en Segunda División A (15 seizoenen, voor het laatst in seizoen 2015/16). De hoogste positie die de club ooit heeft behaald was een 2e plaats in de Segunda División in het seizoen 1983/84. Uiteraard kon de club niet promoveren naar de Primera División vanwege de aanwezigheid van Athletic Bilbao.

## Erelijst
- Segunda División B

1982/83 en 1988/89
- Tercera División

1966/67, 1968/69